# Десятиліття ромської інтеграції
Десятиліття  ромської інтеграції (англ. Decade of Roma Inclusion) — проєкт дванадцяти країн Південної, Центральної та Східної Європи (Албанія, Болгарія, Боснія і Герцеговина, Іспанія, Македонія, Румунія, Сербія, Словаччина, Угорщина, Хорватія, Чехія, Чорногорія), скерований на підвищення соціально-економічного статусу й інтеграцію до суспільства ромської меншини цього регіону.
Заходи в межах цього першого в Європі проєкту з покращення якости життя ромів тривали з 2005 до 2015.
2005 року уряди Болгарії, Македонії, Румунії, Сербії, Словачини, Угорщини, Хорватії, Чехії та Чорногорії оголосили про намір ужити заходів задля скорочення різниці в добробуті й умовах життя між ромським і неромським населенням, а також покласти край злиденности й відірваности ромів від суспільного життя.
Роми є найчисельнішою етнічною меншиною в Європі. Переважна їх частина (приблизно 10 мільйонів осіб) мешкає у країнах-учасницях проєкту.